# Bantayan (Langkahan)
Bantayan is een bestuurslaag in het regentschap Aceh Utara van de provincie Atjeh, Indonesië. Bantayan telt 456 inwoners (volkstelling 2010).